# Élections générales terre-neuviennes de 1972
L'élection générale terre-neuvienne de 1972 se déroule le 24 mars 1972 afin d'élire les députés de la Chambre d'assemblée de la province de Terre-Neuve (Canada). 

## Résultats
| Parti                                      | Parti                      | Chef              | # de candidats | Sièges | Sièges | Sièges  | Voix    | Voix    | Voix    |
| ------------------------------------------ | -------------------------- | ----------------- | -------------- | ------ | ------ | ------- | ------- | ------- | ------- |
| Parti                                      | Parti                      | Chef              | # de candidats | 1971   | Élus   | % Diff. | #       | %       | % Diff. |
|                                            | Progressiste-conservateur  | Frank Moores      | 41             | 21     | 33     | +57 %   | 126 508 | 60,51 % |         |
|                                            | Parti libéral              | Joey Smallwood    | 41             | 20     | 9      | -55 %   | 77 849  | 37,24 % |         |
|                                            | Autre/Indépendant          | Autre/Indépendant | 10             | -      | -      | -       | 4 307   | 2,06 %  |         |
|                                            | Nouveau Parti démocratique |                   | 3              | -      | -      | -       | 410     | 0,20 %  |         |
| Total                                      | Total                      | Total             | 95             | 42     | 42     | -       | 209 074 | 100 %   |         |
| Source : Elections Newfoundland & Labrador |                            |                   |                |        |        |         |         |         |         |